# Баковићка Цитоња (Фојница)
Баковићка Цитоња је насељено место у Босни и Херцеговини у општини Фојница. Административно припада Федерацији Босне и Херцеговине, односно њеном Средњобосанском кантону. Према попису становништва из 2013. у насељу је било 38 становника, а већинску популацију у насељу чинили су Хрвати.

## Становништво
По последњем службеном попису становништва из 2013. године у насељу је живело 38 становника, а село је било етнички хомогено са већинском хрватском популацијом.
| Националност | 2013. | 1991.       | 1981.        | 1971.        |
| Бошњаци      | —     | 3 (3,75%)   | 10 (8,54%)   | 11 (8,14%)   |
| Хрвати       | —     | 77 (96,25%) | 105 (89,74%) | 124 (91,85%) |
| Југословени  | —     | 0           | 2 (%1,70)    | 0            |
| Укупно       | 38    | 80          | 117          | 135          |